# شارکا بلو
شارکا بلو (انگلیسی: Sharka Blue؛ زاده ۷ آوریل ۱۹۸۱) بازیگر پورنوگرافی پیشین اهل جمهوری چک است.
شارکا بلو در سال ۲۰۰۸ در AVN برای جایزه بهترین صحنه سکس فیلم‌های خارجی (Best Sex Scene in a Foreign-Shot Production) نامزد شد.
شارکا از زمان شروع کارش به عنوان ستارهٔ فیلم‌های پورن تا کنون در بیش از ۱۵۰ فیلم جلوی دوربین ظاهر شده است.

## جایزه‌ها
- برنده جایزه نینفا جشنواره بین‌المللی فیلم اروتیک بارسلون ۲۰۰۵: بهترین بازیگر نقش مکمل زن[۲]
- نامزدی جایزه ای‌وی‌ان ۲۰۰۶: بازیگر زن خارجی سال[۳]
- نامزدی جایزه ای‌وی‌ان ۲۰۰۷: بهترین صحنه سکس در فیلم‌های خارجی[۴]
- نامزدی جایزه ای‌وی‌ان ۲۰۰۸: بهترین صحنه سکس در فیلم‌های خارجی[۵]